# Публична компания
Публична компания или публично търгувана компания (на български публично дружество) е компания, която предлага ценни книжа (акции, облигации и др.) за продажба, обикновено чрез . Понятието „публична компания“ е отделно и различно от понятието държавно предприятие, което може да бъде описано като публично притежавана компания.

## Ценни книжа на публични компании
Обикновено ценните книжа на една публично търгувана компания са собственост на много инвеститори, докато акциите на една частна компания са собственост на сравнително малко на брой акционери. Компания с много акционери не е непременно публично търгувана компания.

## Общо управление на публично дружество
Поради факта, че едно публично дружество споделя притежаваните от него акции, се прилагат специални разпоредби на закона и строги правила за управление по смисъла на Закона за дружествата и Закона за ценните книжа:
1. От управителния съвет се изисква да назначи одиторски комитет и комитет по възнагражденията.
2. Съветът на директорите трябва да има поне двама външни директори.
3. Съветът на директорите трябва да назначава директори от двата пола.
4. Трябва да бъде назначен изпълнителен директор и могат да бъдат назначени съвместни директори.
5. Трябва да бъде назначен председател на Съвета на директорите.
6. Трябва да бъде назначен вътрешен одитор.
7. Писменият механизъм за гласуване и отчетите за позицията могат да се използват за споделяне с акционерите от обществеността в решенията на Общото събрание.
8. Препоръчителни правила за корпоративно управление за одобрение в публично дружество
9. Сделките със заинтересованите страни ще бъдат одобрени по начин, позволяващ одита на контролиращите акционери и изискващ гласуване на акционерите от обществеността.